# La Catedral (composizione)
La Catedral'' è una composizione musicale per chitarra di Agustín Barrios, strutturata in forma di suite in tre movimenti.
La composizione è datata 1921 per quanto riguarda i movimenti 2 e 3, mentre il primo fu composto e accorpato agli altri due nel 1938. Barrios ne fu ispirato dalla splendida Cattedrale di Montevideo, cui il titolo è riferito. Altra fonte di ispirazione fu la musica di Johann Sebastian Bach, di cui si possono rintracciare elementi caratteristici. I 3 movimenti sono:
1. Preludio saudade
2. Andante religioso
3. Allegro solemne

La Catedral è largamente considerato il capolavoro nell'opera di Barrios, ed è un pezzo fra i più proposti nel repertorio e nelle discografie dei maggiori interpreti al mondo. Figura inoltre fra le rare registrazioni, di fondamentale valore musicale, che lo stesso Barrios incise nei primi decenni del secolo (con la casa discografica Odeon). Al tempo della sua composizione riscosse anche l'entusiasmo del celebre chitarrista Andrés Segovia, il quale ne disse (in proposito di un suo viaggio in Argentina): «Barrios venne a farmi visita presso il mio hotel e suonò per me, con la mia chitarra, alcune sue composizioni; fra queste quella che più mi impressionò fu un magnifico pezzo da concerto, La Catedral, il cui primo movimento è un andante, come una introduzione e preludio, e il secondo un pezzo di grande virtuosismo che ben figurerebbe nel repertorio di qualunque concertista. Barrios mi promise di mandarmi al più presto una copia dello spartito (mancavano ancora dieci giorni alla mia partenza), ma non la ricevetti mai.».

## Arrangiamenti
La Catedral ha ispirato numerosi arrangiamenti per diversi strumenti, grazie alla sua struttura musicale complessa e coinvolgente. Oltre alla versione per orchestra, esistono arrangiamenti significativi per organo e per piano, che permettono di esplorare la profondità del brano in contesti diversi.
Nel 2020, il violista italiano Marco Misciagna ha realizzato un arrangiamento per viola sola. Questo adattamento mantiene intatto lo spirito originale del brano, ma esplora le potenzialità espressive della viola, unificando le linee melodiche e armoniche in una versione solistica. La stessa versione è stata trascitta dallo stesso Misciagna per violoncello solo. L'arrangiamento è stato registrato e pubblicato da Misciagna nel 2025 arricchendo il repertorio per viola solista.

## Discografia parziale
- John Williams – The Guitarist, Sony Classical, 1998[7]
- David Russell – Rodrigo, Ponce, Barrios, Telarc, 2000[8]
- Ana Vidović – Ana Vidović Plays Classical Guitar, Croatia Records, 2007
- Berta Rojas – Intimate Barrios, ONMusic Recordings, 2008[9]
- Manuel Barrueco – Barrios, Tonar Music, 2020
- Raphaël Feuillâtre - Deutsche Grammophon, 2023
- Marco Misciagna – Agustín Barrios Mangoré: La Catedral, Arranged for Viola Solo, MM 21 - 2025[6]

## Fonti
- Sila Godoy, Luis Szaran - "Mangoré: vida y obra de Agustín Barrios", Asunción (Paraguay), 1994.
- Richard D. Stover - "Six Silver Moonbeams: The Life and Times of Agustin Barrios Mangoré".
- Richard Chapman - "Enciclopedia de la Guitarra", El Ateneo, 2001.